# Sophronica rufofemoralis
Sophronica rufofemoralis là một loài bọ cánh cứng trong họ Cerambycidae.